# Kurt Calleja
Kurt Calleja (* 5. Mai 1989 in Ħamrun) ist ein maltesischer Sänger und Komponist. Er vertrat Malta beim Eurovision Song Contest 2012.

## Leben
Kurt Calleja erhielt zunächst eine vierjährige Gesangsausbildung beim maltesischen Musiker Brian Cefai, bevor er für ein Jahr nach London ging und dort in verschiedenen Clubs auftrat. Nach seiner Rückkehr nach Malta trat er als Sänger in verschiedenen Fernsehprogrammen auf. 2010 nahm er erstmals am nationalen Vorentscheid für den Eurovision Song Contest 2010 teil. Sein zusammen mit Priscilla Psaila vorgetragenes Lied Waterfall konnte beim Malta Song For Europe jedoch nicht das Publikum und die Jury überzeugen. Zusammen mit dem Schweden Johan Jämtberg schrieb er für den Vorentscheid zum Eurovision Song Contest 2011 den Song Over and Over, der schließlich auf dem dritten Platz im nationalen Vorentscheid landete. Für den Vorentscheid des Jahres 2012 arbeitete Calleja erneut mit Jämtberg und zudem mit Mikael Gunnerås zusammen. Der gemeinsam komponierte und von Calleja interpretierte Song This is the Night erreichte in der Endrunde von Malta Song For Europe am 4. Februar 2012 im Malta Fairs & Convention Centre in Ta’ Qali den ersten Platz. Kurt Calleja vertrat mit diesem Lied Malta im Mai 2012 beim Eurovision Song Contest 2012 in Baku. Am 24. Mai zog er in das zwei Tage später stattfindende ESC-Finale ein, wo er schließlich den 21. Platz belegte.